# Volvo Snabbe
Volvo Snabbe/Trygge — серия среднетоннажных грузовых автомобилей, выпускавшихся шведским автопроизводителем Volvo Trucks в 1956—1975 годах.

## Volvo L420 Snabbe
Автомобиль Volvo L420 Snabbe был представлен в конце 1956 года. Грузоподъёмность составляет 3 тонны.
Недостатком модели был расход топлива, из-за чего с 1964 года автомобиль оснащался дизельным двигателем внутреннего сгорания.

## Volvo L430 Trygge
В начале 1957 года компания Volvo Trucks представила модель Volvo L430 Trygge. Благодаря шасси и подвеске грузоподъёмность была увеличена до 5 тонн. С 1963 года автомобиль оснащался тракторным двигателем внутреннего сгорания мощностью 65 л. с. производства Ford, поскольку компания Volvo Trucks не смогла произвести собственный двигатель из-за недостатка ресурсов.

## Volvo F82/F83
В 1965 году автомобили Volvo Snabbe и Volvo Trygge получили названия Volvo F82 и Volvo F83. Производство двигателя B36 V8 завершилось в 1966 году. В 1967 году двигатель Ford был вытеснен двигателем производства Perkins Engines.
В 1972 году автомобили были модернизированы. Двигатель был перемещён для обеспечения удобства в кабине. Радиаторная решётка сделана из чёрного пластика. Автомобили получили название Volvo F82S/F83S.

## Двигатели
| Модель   | Годы производства | Двигатель   | Объём    | Мощность           | Тип                                       |
| -------- | ----------------- | ----------- | -------- | ------------------ | ----------------------------------------- |
| L420-430 | 1956—1966         | B36: V8 ohv | 3559 см3 | 120 л. с. (89 кВт) | Бензиновый двигатель внутреннего сгорания |
| L425-435 | 1963—1967         | D36: I4 ohv | 3610 см3 | 65 л. с. (48 кВт)  | Дизельный двигатель внутреннего сгорания  |
| F82-83   | 1967—1975         | D39: I4 ohv | 3869 см3 | 80 л. с. (60 кВт)  | Дизельный двигатель внутреннего сгорания  |